# Das Geheimnis des Nikola Tesla
Das Geheimnis des Nikola Tesla, auch bekannt unter dem Titel The Secret of Nikola Tesla, ist ein kanadisch-jugoslawischer Film aus dem Jahr 1980. Er beschreibt den Aufstieg und den Niedergang des Elektrotechnikers Nikola Tesla.

## Handlung
Während eines Interviews erkennt der alte Tesla, dass seine Befürworter inzwischen verstorben sind und seine Innovationen verkannt wurden. Er erinnert sich an seinen Aufstieg.
Ende des 19. Jahrhunderts: Der junge Physiker Nikola Tesla reist in die USA ein. Dort trifft er auf Thomas Edison. Er versucht ihm seine Idee des Teslamotors bzw. des Wechselstroms zu erklären, doch dieser versucht die Idee zu verleumden. Es kommt zum Wettstreit zwischen den beiden, den Tesla schließlich mit der Unterstützung von George Westinghouse aus Pittsburgh gewinnt. Tesla möchte seine Innovationen ausbauen und seine Energie flächendeckend nutzen und erkennt die Kraft von Strahlungsenergie und ihrer Nutzung bei Forschungen in Colorado Springs. In dieser Zeit wird J. P. Morgan von General Electric auf ihn aufmerksam und unterstützt ihn beim Bau des Wardenclyffe Towers. Als Morgan aber erkennt, dass dies das Ende der Energiewirtschaft bedeuten könnte und Tesla über die Idee der Erneuerbaren Energien spricht, stoppt dieser die Förderung Teslas.
Der alte Tesla ist ein gebrochener Mann und blickt nun seinem nahenden Tod entgegen.

## Hintergrund
Der Film hat hauptsächlich realen Hintergrund. Es werden die prägenden Ereignisse aus dem Leben von Nikola Tesla relativ realitätsnah dargestellt. Der Film beschreibt vor allem die Zeit zwischen 1884 und 1913.
Neben den Protagonisten bzw. ihren Antagonisten treten auch weitere bekannte Persönlichkeiten der Geschichte auf, z. B. Mark Twain.

## Kritik
Das Lexikon des internationalen Films lobte den Film als „lehrreich[…]“ und „informativ[…]“. Der Produktion gelinge die „geschickt[e]“ Aufbereitung geschichtlicher Ereignisse.